# Егунов, Николай Андреевич
Николай Андреевич Егунов (1862—1924) — русский военачальник, генерал-майор по адмиралтейству.

## Биография
Родился 31 марта 1862 года.
На военную службу поступил в 1883 году. В 1887 году окончил Санкт-Петербургское пехотное юнкерское училище (с 1910 года — Владимирское военное училище). В 1887—1893 годах офицер 1-го Закаспийского железнодорожного батальона. В 1895—1903 годах служил в Отдельном корпусе пограничной стражи.
20 октября 1903 года Николай Егунов переведён в Морское ведомство. В 1906—1911 годах — младший делопроизводитель VII класса Главного морского штаба. В 1911—1914 годах младший делопроизводитель высшего оклада этого же штаба. Полковник по адмиралтейству с 14 апреля 1913 года. В период Первой мировой войны, 13 октября 1914 года, назначен заведующим хозяйственной частью артиллерии Приморского фронта Морской крепости Императора Петра Великого. После Октябрьской революции воевал на стороне Белой армии. С 7 ноября 1918 года исполнял должность начальника, а с 26 августа 1919 года — начальник Морского хозяйственного управления Морского министерства в Омске. Генерал-майор по адмиралтейству с 1 января 1919 года.
После Гражданской войны Н. А. Егунов находился в эмиграции в Китае, затем в Японии.
Умер 18 октября 1924 года в Нагасаки. Похоронен на Русском кладбище города рядом с Егуновой Анной Николаевной (ум. 1923), могила № 227.
Был женат на Эрминии Васильевне Егуновой; дети: Андрей, Александр, Анна.

## Награды
- Ордена Св. Владимира 4-й степени, Св. Анны 3-й и 2-й степеней, Св. Станислава 3-й и 2-й степеней.
- Медали, в числе которых «В память царствования Императора Александра III» (1896), «За труды по 1-й переписи населения» (1905), «В память русско-японской войны 1904—1905 гг.» (1906), «В память 100-летия Отечественной войны 1812 г.» (1912), «В память 300-летия царствования Дома Романовых» (1913).
- Медаль «В память 200-летия морского сражения при Гангуте» (1915).
- Медаль «За труды по отличному выполнению всеобщей мобилизации 1914» (1915).[1]